# Tử hình ở Bahamas
Hình phạt tử hình ở Bahamas là một hình phạt hợp pháp, và được thực hiện bằng hình thức treo cổ tại nhà tù Fox Hill. Vụ xử tử cuối cùng ở quốc gia này là vào ngày 6 tháng 1 năm 2000. Tính đến tháng 8 năm 2012, chỉ có một phạm nhân, Mario Flowers, bị kết án tử hình. Bản án tử hình của Flowers được giảm nhẹ vào năm 2016. Kể từ khi độc lập từ Vương quốc Liên hiệp Anh, quốc gia này đã tổ chức hơn 10 vụ tử hình.

## Danh sách vụ tử hình
Danh sách này liệt kê từ năm 1976.
| Người phạm tội     | Tuổi | Ngày tháng           | Nạn nhân                     |
| ------------------ | ---- | -------------------- | ---------------------------- |
| Michaiah Shobek    | 22   | 19 tháng 10 năm 1976 | Ba du khách Mỹ               |
| Charles Dickenson  | 21   | 29 tháng 1 năm 1980  | Desiree Darville             |
| Vernal Storr       | 24   | 29 tháng 1 năm 1980  | Cedric Cleare                |
| Winsette Hart      | 21   | 29 tháng 1 năm 1980  | Cedric Cleare                |
| Gregory Johnson    | 24   | 28 tháng 4 năm 1981  | Erwin "Spanky" Edgecombe     |
| Javon Newbold      |      | 6 tháng 9 năm 1983   | Steadman Brown               |
| Colin V. Evans     |      | 6 tháng 9 năm 1983   | Jennie Russell               |
| William Armbrister |      | 10 tháng 4 năm 1984  | Livingstone và Henry LaFleur |
| Thomas Reckley     | 44   | 13 tháng 3 năm 1996  | Benjamin Strachan            |
| Dwayne McKinney    | 24   | 28 tháng 3 năm 1996  | Brian Ferguson               |
| Trevor Fisher      | 28   | 15 tháng 10 năm 1998 | Durventon Daniels            |
| Richard Woods      | 51   | 15 tháng 10 năm 1998 | Pauline Johnson              |
| David Mitchell     | 27   | 6 tháng 1 năm 2000   | Horst and Traude Henning     |